# プリセリング
プリセリング（英: preselling）または事前販売（じぜんはんばい）とは商学用語の一つで、消費者が物品を購入する際に店頭に買いに行く以前に既に特定の商品の購入を決定しているということである。これが行われるための条件はブランドの確立であり、消費者は決めたブランドを指名購入するという形の消費を行っている。メーカーや販売者は商業活動を行う上で、消費者がプリセリングを行う方向へと導くために広告活動を行っている。